# D32c (hunebed)
Hunebed D32c is een voormalig hunebed. Het lag vlak bij D32 bij Odoorn.
In 1929 was de dekheuvel nog aanwezig, maar de stenen waren al verwijderd. In 1984 onderzocht J.N. Lanting de plek. Het hunebed was ca. 5 meter lang en 1,8-2 meter breed en had vier paar draagstenen.
Op de plek van het hunebed werd nog een gedeelte van de keldervloer gevonden.